# Моточешти (Бакау)
Моточешти (рум. Motocești) насеље је у Румунији у округу Бакау у општини Гура Ваиј. Oпштина се налази на надморској висини од 297 m.

## Становништво
Према подацима из 2002. године у насељу је живело 194 становника, од којих су сви румунске националности.